# Stefan de Julien

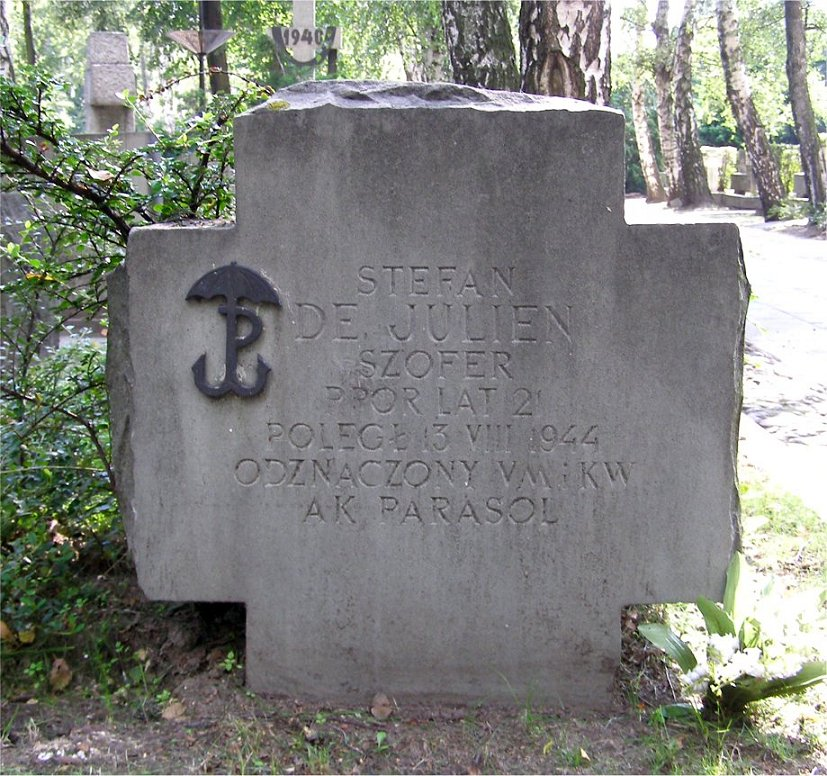
Mogiła na Powązkach Wojskowych

Stefan de Julien ps. Szofer (ur. 9 października 1923 w Grodnie, zm. 13 sierpnia 1944 w Warszawie) – podporucznik, uczestnik powstania warszawskiego jako żołnierz batalionu „Parasol” Armii Krajowej.
Podczas okupacji niemieckiej działał w polskim podziemiu zbrojnym w pułku AK „Baszta”. W chwili wybuchu powstania znalazł się w Śródmieściu. Wraz z innymi żołnierzami, którzy nie dotarli na miejsce koncentracji, dołączył do oddziału pod dowództwem por. Zbigniewa Korsaka-Adamowicza ps. „Konrad”. Z oddziałem tym dotarł na Wolę, gdzie zasilił szeregi batalionu „Parasol”.
Poległ 13 sierpnia 1944 w walkach powstańczych na Starym Mieście. Miał 21 lat. Pochowany w kwaterach żołnierzy i sanitariuszek batalionu „Parasol” na Wojskowych Powązkach w Warszawie (kwatera A24-9-26).
Odznaczony Orderem Virtuti Militari i Krzyżem Walecznych.